# Stellidia albipunctaria
Stellidia albipunctaria là một loài bướm đêm trong họ Erebidae.